# Стэплтон, Морин
Морин Стэплтон (англ. Maureen Stapleton, 21 июня 1925, Трой, Нью-Йорк — 13 марта 2006, Ленокс, Массачусетс) — американская актриса, лауреат премий «Оскар», «Золотой глобус», «Эмми» и «Тони», включённая в Американский театральный холл славы.

## Биография
Лоис Морин Стэплтон родилась в городе Трой, штат Нью-Йорк, в семье Айрин и Джона П. Стэплтона. Её родители были выходцами из Ирландии и своё детство будущая актриса провела в строгих католических традициях. Её родители развелись из-за алкоголизма её отца, когда Стэплтон была ещё ребёнком. Сразу после окончания средней школы она начала актёрскую карьеру в театре и вскоре хорошо проявила себя как драматическая, так и комедийная актриса.
В восемнадцать лет Морин Стэплтон переехала в Нью-Йорк и первое время работала там моделью, чтобы иметь возможность оплачивать счета. На одной из модельных студий она познакомилась с голливудским актёром Джоелем МакКри, благодаря которому она пробилась на театральные подмостки Нью-Йорка. Её дебют на Бродвее состоялся в 1946 году в постановке «Удалой молодец — гордость Запада». В 1951 году актриса получила роль в постановке «Татуированная роза». Первоначально Теннесси Уильямс написал эту пьесу специально для Анны Маньяни, но из-за недостаточно хорошего знания английского последней, роль перешла в Стэплтон. Роль Серафины из этой пьесе принесла актрисе премию «Тони», а Маньяни всё же сыграла эту роль спустя четыре года в одноимённой экранизации.
Позже Стэплтон появилась ещё в ряде пьес Уильямса, среди которых «27 фургонов полных хлопка» и «Орфей спускается в ад», а также в сыграла в постановке «Игрушках на чердаке» Лиллиан Хеллман. Свою вторую премию «Тони» актриса удостоилась за свою роль в пьесе Нила Саймона «Пышная дама» в 1971 году. На Бродвее у неё также были примечательные роли в постановке «Лисички» с Элизабет Тейлор в главной роли, а также в «Игре в Джин», в качестве дублёра Джессики Тэнди.
В 1968 году Стэплтон получила премию «Эмми» за роль в фильме «Среди дорог Эдема». Значительного успеха актриса добилась с началом кинокарьеры. Уже за свою первую кинороль Фэй Дойл в фильме «Одинокие сердца» в 1959 году Стэплтон была номинирована на «Оскар» за лучшую женскую роль второго плана. Также заметной стала её роль в фильме «Пока, пташка» в 1963 году с Джанет Ли и Диком Ван Дайком в главных ролях. Морин Стэплтон ещё трижды номинировалась на «Оскар» за роли в фильмах «Аэропорт» (1970) и «Интерьеры» (1978), а в 1982 году удостоилась заветной премии Киноакадемии за роль Эммы Голдман в фильме Уоррена Битти «Красные».
В 1980-х годах у Стэплтон были примечательные роли в фильмах «Кокон» (1985), «Чокнутые» (1987) и «Кокон: Возвращение» (1988). В 1981 году студенческий театр при колледже в её родном городе Трой был назван в её честь.
Морин Стэплтон дважды была замужем. От своего первого супруга Макса Аллентуа (1949—1959) он родила сына и дочь. В 1963 году она вышла замуж за Дэвида Рэйфила с которым спустя три года развелась.
В течение многих лет Стэплтон страдала повышенной тревожностью и алкоголизмом. Позже она признавалась: «Как только опускался занавес, я бралась за водку». Она также рассказывала, что её неблагоприятное детство во многом способствовало её состоянию и неуверенности в себе.
Морин Стэплтон, будучи заядлой курильщицей, умерла от хронической обструктивной болезни лёгких 13 марта 2006 года в своём доме в городе Ленокс, штат Массачусетс, в возрасте 80 лет.

## Избранная фильмография
| Год  |    | Русское название      | Оригинальное название  | Роль             |
| ---- | -- | --------------------- | ---------------------- | ---------------- |
| 1958 | ф  | Одинокие сердца       | Lonelyhearts           | Фэй Дойл         |
| 1960 | ф  | Из породы беглецов    | The Fugitive Kind      | Ви Толбот        |
| 1962 | ф  | Вид с моста           | Vu du pont             | Беатрис Карбон   |
| 1964 | с  | Машина 54, где вы?    | Car 54, Where Are You? | цыганка          |
| 1970 | ф  | Аэропорт              | Airport                | Инес Герреро     |
| 1971 | ф  | Лето 42-го            | Summer of ’42          | Софи, мать Херми |
| 1971 | ф  | Интерьеры             | Interiors              | Перл             |
| 1979 | ф  | И спотыкается бегущий | The Runner Stumbles    | миссис Шендиг    |
| 1981 | ф  | Поклонник             | The Fan                | Белль Голдман    |
| 1981 | ф  | Красные               | Reds                   | Эмма Голдман     |
| 1984 | ф  | Опасный Джонни        | Johnny Dangerously     | мама Келли       |
| 1985 | ф  | Кокон                 | Cocoon                 | Мэри Лакетт      |
| 1986 | ф  | Долговая яма          | The Money Pit          | Эстель           |
| 1986 | ф  | Ревность              | Heartburn              | Вера             |
| 1987 | ф  | Сделано в раю         | Made in Heaven         | тётя Лиза        |
| 1987 | ф  | Чокнутые              | Nuts                   | Роуз Керк        |
| 1988 | ф  | Кокон: Возвращение    | Cocoon: The Return     | Мэри Лакетт      |
| 1992 | тф | Мисс Роуз Уайт        | Miss Rose White        | Танта Перла      |
| 1995 | с  | Дорога в Эйвонли      | Road to Avonlea        | Мегги Макфи      |
| 1997 | ф  | Дурман любви          | Addicted to Love       | Нана             |

## Награды и номинации
| Награда        | Год  | Категория                                                   | Фильм/Телесериал/Постановка                | Результат |
| -------------- | ---- | ----------------------------------------------------------- | ------------------------------------------ | --------- |
| Оскар          | 1959 | Лучшая женская роль второго плана                           | Одинокие сердца                            | Номинация |
| Оскар          | 1971 | Лучшая женская роль второго плана                           | Аэропорт                                   | Номинация |
| Оскар          | 1979 | Лучшая женская роль второго плана                           | Интерьеры                                  | Номинация |
| Оскар          | 1982 | Лучшая женская роль второго плана                           | Красные                                    | Победа    |
| BAFTA          | 1971 | Лучшая женская роль второго плана                           | Аэропорт                                   | Номинация |
| BAFTA          | 1983 | Лучшая женская роль второго плана                           | Красные                                    | Победа    |
| Золотой глобус | 1959 | Лучшая женская роль второго плана                           | Одинокие сердца                            | Номинация |
| Золотой глобус | 1971 | Лучшая женская роль второго плана                           | Аэропорт                                   | Победа    |
| Золотой глобус | 1972 | Лучшая женская роль второго плана                           | Номер в отеле «Плаза»                      | Номинация |
| Золотой глобус | 1979 | Лучшая женская роль второго плана                           | Интерьеры                                  | Номинация |
| Золотой глобус | 1982 | Лучшая женская роль второго плана                           | Красные                                    | Номинация |
| Эмми           | 1959 | Лучшая женская роль в мини-сериале или фильме               | Вся королевская рать                       | Номинация |
| Эмми           | 1968 | Лучшая женская роль в мини-сериале или фильме               | Один из путей в рай                        | Победа    |
| Эмми           | 1975 | Лучшая женская роль в мини-сериале или фильме               | Королева в зале для танцев «Звездная пыль» | Номинация |
| Эмми           | 1978 | Лучшая женская роль в мини-сериале или фильме               | Сбор                                       | Номинация |
| Эмми           | 1989 | Лучшая приглашённая актриса в драматическом телесериале     | Страйкер                                   | Номинация |
| Эмми           | 1992 | Лучшая женская роль второго плана в мини-сериале или фильме | Мисс Роуз Уайт                             | Номинация |
| Эмми           | 1996 | Лучшая приглашённая актриса в драматическом телесериале     | Дорога в Эйвонли                           | Номинация |
| Тони           | 1951 | Лучшая женская роль второго плана в пьесе                   | Татуированная роза                         | Победа    |
| Тони           | 1959 | Лучшая женская роль в пьесе                                 | Холодный ветер, тёплый ветер               | Номинация |
| Тони           | 1960 | Лучшая женская роль в пьесе                                 | Игрушки на чердаке                         | Номинация |
| Тони           | 1968 | Лучшая женская роль в пьесе                                 | Номер в отеле «Плаза»                      | Номинация |
| Тони           | 1971 | Лучшая женская роль в пьесе                                 | Пышная дама                                | Победа    |
| Тони           | 1981 | Лучшая женская роль второго плана в пьесе                   | Маленькие лисички                          | Номинация |